# Rock instrumental
 (mars 2015).
Si vous disposez d'ouvrages ou d'articles de référence ou si vous connaissez des sites web de qualité traitant du thème abordé ici, merci de compléter l'article en donnant les références utiles à sa vérifiabilité et en les liant à la section « Notes et références ».
Sous-genres
Post-rock, surf rock
Le rock instrumental est un genre de musique rock mettant l'accent sur les instruments et n'ayant que peu de parties vocales, voire aucune. Des exemples de rock instrumental peuvent être trouvés dans pratiquement toutes les catégories de rock. Même si beaucoup de groupes de rock composent des titres instrumentaux, ils ne sont pas pour autant classés en rock instrumental lorsque les parties chantées prédominent dans leurs compositions.

## Histoire

### Origines
Le rock instrumental est populaire surtout dans les débuts de l'histoire du rock. On peut même dire que le rock instrumental précède le rock chanté : c'est dès 1945 que l'artiste américain Arthur Smith dicte les canons du genre avec Guitar Boogie, resté légendaire.
Le rock instrumental se diversifie à la faveur de l'apport de musiciens venus d'autres horizons. À la fois producteur et guitariste virtuose issu de l'univers de la musique country, Chet Atkins rénove ce genre alors vieilli en le rapprochant du rock, et crée le Nashville sound. Un jazzman comme le saxophoniste Earl Bostic relance sa carrière avec des instrumentaux comme Harlem Nocturne et Earl's Rhumboogie. D'autres font de même avec succès, tels Tab Smith et Arnett Cobb. Beaucoup de saxophonistes de rhythm and blues enregistrent des hits instrumentaux, parmi lesquels Big Jay MacNeely, Red Prysock et Lee Allen, dont Walking With Mr. Lee fut populaire en 1958 (69e rang du Hot 100 R & B pour l'année). Il y eut plusieurs remarquables titres de blues instrumental dans les années 1950, comme l'exubérant Juke de Little Walter, succès majeur en 1952 (11e place du Hot 100 R & B pour l'année).
L'année 1958 voit le succès populaire de deux guitaristes américains, Link Wray (1929-2005) qui décroche la 16e place au Billboard avec Rumble, et Duane Eddy, la 6e place avec Rebel Rouser. Ces deux hits préfigurent des tendances futures en cherchant à sortir des sentiers battus de la guitare électrique : Link Wray produit un son volontairement « sale » où on décèle un début de distorsion, tandis que Duane Eddy privilégie des timbres très travaillés (écho, réverbération) sur les cordes graves. Le groupe Johnny and the Hurricanes, constitué en 1957, met surtout en avant orgue et saxophone et se spécialise dans les reprises d'airs traditionnels revus en style rock ; sa version de Red River Valley (1959) atteint la 5e place des ventes aux États-Unis et même la 3e au Royaume-Uni. On peut citer aussi le Bill Black Combo et Ace Cannon.
Courant 1960, les Ventures s'imposent comme la référence américaine en matière de rock à guitares avec Walk Don't Run. Sous leur influence se développe en Californie la surf music, genre essentiellement instrumental basé sur de fluides rythmiques rock accélérées et le scintillement caractéristique des notes de guitares. Les représentants les plus caractéristiques de cette école (dont sont issus les Beach Boys) sont les Surfaris et Dick Dale. Il faut citer aussi le batteur Sandy Nelson, qui obtient de beaux succès entre 1959 et 1962 avec des solos de percussions accompagnés par intermittence de riffs succincts de basse et/ou de guitare.

### 1960-1962, l'apogée
Courant 1960, les musiques rock tendent à se normaliser, à s'affadir, elles reviennent dans le lit de la variété. On entre dans l'ère du « doo-wop », du twist, du madison, du style Tamla Motown, qui tous ont en commun de reléguer la guitare électrique à un rôle secondaire, voire de la bannir purement et simplement. En Europe continentale, la vague yéyé, après des débuts tonitruants, suit le mouvement. L'énergie instrumentale véhiculée par la guitare va donc désormais s'exprimer en dehors du rock chanté, faisant du rock instrumental le refuge des puristes et un genre réellement distinct.
En Grande-Bretagne, la trajectoire des Shadows est l'illustration de cette scission. Initialement simples accompagnateurs de la star rock locale Cliff Richard, ils enregistrent en 1960 pour leur propre compte Apache, un gigantesque succès qui fait d'eux des stars mondiales (sauf aux États-Unis). Les trois années suivantes, ils enchaînent les hits. Alors que les chansons qu'ils continuent à enregistrer avec Cliff Richard relèvent désormais de la variété tous publics, ils perfectionnent un style basé sur l'énergie pure (Shadoogie, Little B) mais aussi sur l'éclectisme, avec des incursions dans le jazz (Nivram) et les rythmes latinos (Perfidia, Guitar Tango), tandis que le soliste Hank Marvin définit l'étalon-or du son de la Fender Stratocaster, exerçant sur tous les guitaristes britanniques à venir une influence ineffaçable. En 1961, les Beatles enregistrent à Hambourg un instrumental (composé par George Harrison et John Lennon) dont le titre est un clin d'œil, Cry for a Shadow.
L'exemple des Shadows suscite une intense émulation au Royaume-Uni mais plus encore en Europe continentale, le rock instrumental offrant en théorie la possibilité de percer sur la scène internationale tout en se libérant de la barrière de la langue. Des milliers de clones des Shadows apparaissent (dont en France les Fantômes et les Champions), mais peu connaîtront un succès durable. Seuls les Spotnicks suédois réussiront un temps à faire figure de rivaux opposables aux Shadows, avec un son très personnel basé sur une prédilection pour le suraigu et une réverbération profonde suscitant des évocations sidérales. Le rock instrumental, avec ce penchant pour l'avant-gardisme et la science-fiction, aborde là des domaines fermés au rock vocal (on verra cette tendance refaire surface plus tard avec Pink Floyd ou Yes).
À côté des groupes à guitares, venus du monde des amateurs, émergent à cette époque des ensembles composés de professionnels des studios, qui vont valoir sur le marché du rock leur expertise instrumentale acquise dans le rhythm and blues voire le jazz, en mettant en avant les claviers. Le prototype de ces groupes est les Mar-Keys, auxquels succéderont bientôt Booker T. & the M.G.'s comme groupe maison des studios Stax. Des cas similaires sont B. Bumble and the Stingers, les Fencemen aux États-Unis, et l'orchestre de Jacques Denjean en France.
En Grande-Bretagne, l'événement de la fin 1962 est la révélation de Telstar des Tornados, où le son trafiqué de l'orgue préfigure le synthétiseur. Ce hit anglais devient n°1 aux États-Unis, annonçant ce qui allait bientôt suivre. En France, un groupe venu de Suisse, Les Aiglons, se fait connaître en 1963 avec Stalactite, qui reprend une formule sonore similaire. Leur single sera distribué jusqu'aux États-Unis.
L'ascendant du rock instrumental sur le rock tout court est alors tel en Europe qu'il arrive qu'on transforme des instrumentaux en chansons, alors que l'inverse était de règle jusque-là. C'est ainsi que Petula Clark reprend les mélodies de Dance On et Foot Tapper des Shadows avec des paroles (françaises) collées dessus. Idem pour Le Temps de l'amour de Françoise Hardy, qui était au départ un instrumental composé par Jacques Dutronc pour les Fantômes sous le titre Fort Chabrol.

### Le tournant de 1963
L'hiver 1962-1963 voit les morceaux instrumentaux collectionner les premières places en Grande-Bretagne, mais le début de la fin approche. Les Beatles sortent en 1963 leur premier album. Il s'ouvre sur I Saw Her Standing There qui réhabilite avec éclat le rock vocal tout en faisant la part belle à l'énergie instrumentale, avec en particulier un solo de guitare qui évoque un peu le style des Shadows. C'est un symbole : la divergence est en train de se résorber, le rock uniquement instrumental perd désormais de sa justification.
Cette formule d'un rock vocal régénéré mais nourri aussi d'une verdeur instrumentale assure la primauté des groupes britanniques aux États-Unis dans la période 1964-1966, ce que les Américains appellent la « British Invasion ». Cependant, 1963 révèle aux États-Unis un électron libre, Lonnie Mack, dont la version instrumentale du Memphis Tennessee de Chuck Berry fait un succès-surprise en révélant un jeu de guitare d'une virtuosité jusqu'alors inusitée dans le rock.
Dans le sillage des Beatles, les artistes qui dominent la scène dans les années 1963-1966 donnent de plus en plus priorité aux textes, de plus en plus élaborés (Rolling Stones, Bob Dylan, Kinks) et/ou au travail choral (Hollies, Beach Boys, Byrds), au point que les solos de guitare en viennent à se raréfier dans les chansons. L'instrumental devient totalement hors jeu au milieu de la décennie.
Steve Cropper, le guitariste des Mar-Keys puis de Booker T. & the M.G.'s, résume la situation : « On n'arrivait pas à être diffusé à la radio parce que les disc-jockeys ne voulaient plus passer de titres non chantés à l'antenne. C'est allé de mal en pis jusqu'à ce qu'ils mettent tous les groupes instrumentaux au chômage ».

### Sous le signe de l'improvisation
La musique pop chantée, après avoir régné un temps sans partage, va vers la fin des années 1960 accorder une place croissante à l'expression instrumentale à travers de longues plages sonores faisant la part belle à l'improvisation. Les Rolling Stones lancent le mouvement au printemps 1966 avec Goin' Home (sur l'album Aftermath), dont le bref texte est prétexte à de longs développements de guitare et d'harmonica inscrits dans la tradition du blues. Le morceau atteint la longueur sans précédent de 11:35. Cet exemple inspire les Doors qui améliorent le record de 5 secondes avec The End (1967), qui consiste pour moitié en solos d'orgue et de guitare dont l'effet hypnotique est un moment fondateur du rock psychédélique.
En 1968, deux morceaux encore plus longs, encore plus instrumentaux et encore plus improvisés posent des jalons supplémentaires respectivement dans le psychédélisme et le blues rock. En Grande-Bretagne, Pink Floyd publie A Saucerful of Secrets, entièrement instrumental (11:53), tandis que des États-Unis arrive In-A-Gadda-Da-Vida de Iron Butterfly, qui malgré ses 17 minutes remporte un énorme succès et préfigure l'évolution du blues rock vers le hard rock.
Les morceaux largement ou totalement instrumentaux de plus de 10 minutes deviennent dès lors une figure obligée des groupes majeurs, comme l'illustrent Blind Faith avec Do What You Like (1969) ou Deep Purple avec Child in Time (1970). On est entré dans l'ère des guitar heroes, qui sur scène font durer leurs improvisations encore plus longtemps que dans les versions albums, mais également dans celle de la musique progressive et du rock symphonique, inaugurés par Pink Floyd et King Crimson avec des compositions où les vocaux sont nettement subordonnés aux parties instrumentales.
Parallèlement, Eric Clapton et Jimi Hendrix inaugurent une lignée de chanteurs qui sont avant tout des guitaristes d'exception. Suivront Carlos Santana, Rory Gallagher, Mark Knopfler, Stevie Ray Vaughan etc.

### Années 1970
Les genres musicaux funk et disco produisent de nombreux succès instrumentaux dans les années 1970. Le jazz fusion des années 1970 mélange les genres du jazz au rock, et des groupes comme Return To Forever, Mahavishnu Orchestra ou Weather Report conquièrent une audience considérable dans le public rock. Un des trois grands guitaristes anglais des années 1960, Jeff Beck, s'oriente ostensiblement vers le jazz-rock dans la décennie suivante, produisant des albums instrumentaux populaires. En France, Magma invente un jazz-rock bien à lui, la musique Zeuhl, où la voix humaine, en solo comme en choral, est traitée comme un instrument et s'exprime à cette fin dans une langue inventée pour produire les sonorités recherchées. L'inclassable Mike Oldfield reste un tenant du tout-instrumental (d'inspiration folk celtique), et y recueille de grands succès.
Les années 1970 verront encore The Shadows obtenir deux nouveaux albums instrumentaux classés N°1, vendus chacun à plus d'un million d'exemplaires en Grande-Bretagne, et plusieurs singles à succès.
Les musiciens et groupes britanniques de rock progressif apportent leur contribution au rock instrumental, qu'ils pousseront à un haut niveau de sophistication aussi bien dans l'écriture musicale que dans la virtuosité instrumentale et la recherche de sonorités inédites. Ce mouvement, entraîné par des institutions telles que Pink Floyd, Jethro Tull, Genesis, Yes, touchera aussi des groupes inscrits dans la pure tradition rock comme les Who ou Led Zeppelin.
D'un autre côté, la vague punk puis les débuts de la new wave s'inscrivent en rupture contre les excès symphoniques de la musique progressive. Leur principale cible, Pink Floyd, au cours des années 1970, abandonne peu à peu les longues plages instrumentales pour revenir au format chanson.
La floraison des synthétiseurs au début de la décennie conduit aussi à l'émergence d'une musique purement électronique, à l'initiative de pionniers tels que le groupe allemand Kraftwerk, le Français Jean Michel Jarre ou le Grec Vangelis, tandis que la trance et la house prendront le relais durant les années 1990 avec des artistes comme Moby ou Paul van Dyk.

### Années 1980 et 1990
Les Shadows continuent à classer tous leurs albums dans les charts britanniques, recevant de nombreux disques d'or et de platine. Ils fêtent leur 25 ans de carrière en 1983 avec une énorme tournée internationale et 500 000 albums vendus en Grande-Bretagne. Le groupe continuera très longtemps à publier une multitude d'instrumentaux de même type qui font le tour du monde jusqu'au début des années 1990, et leurs tournées internationales sont de gros succès.
Séparation des Shadows à la fin de 1990 après un nouvel album classé dans le Top 5, et brillante carrière en solo de leur leader Hank Marvin, qui accumule les hits. Les Ventures tournent au Japon avec un succès jamais démenti. Le film Pulp Fiction remet au goût du jour la Surf Music en faisant de Misirlou de Dick Dale le thème de son générique, et un hit international. En France, la série de films Taxi reprend le même thème musical.

### Années 2000
En Grande-Bretagne, 2004 voit la reformation du groupe de référence du genre, The Shadows. Décorés par la Reine du Royaume-Uni, les Shadows effectuent une imposante et triomphale tournée au Royaume-Uni, et voient leur nouvel album, reprenant standards et inédits, se classer dans le Top 10 des charts anglais et recevoir un disque d'or. 2005 verra ce retour se prolonger par une énorme tournée européenne, et quelques concerts supplémentaires en Grande-Bretagne. 2008 pourrait voir le groupe célébrer leurs 50 ans de carrière sur scène. De son côté, leur leader Hank Marvin continue d'aligner les hits avec ses albums solos, dont le dernier, Guitar Man, se classe n°6 des charts britanniques en 2007. Marvin semble aussi se diriger vers une carrière parallèle dans le style Gipsy Jazz.
Aux États-Unis et au Japon, The Ventures continuent leurs incessantes tournées et font leur entrée au Rock'n'Roll Hall of Fame.